# Тухом
Тухом (пол. Tuchom) — село в Польщі, у гміні Жуково Картузького повіту Поморського воєводства.
Населення — 1081 особа (2011).
У 1975-1998 роках село належало до Гданського воєводства.

## Демографія
Демографічна структура станом на 31 березня 2011 року:
|          | Загалом | Допрацездатний вік | Працездатний вік | Постпрацездатний вік |
| -------- | ------- | ------------------ | ---------------- | -------------------- |
| Чоловіки | 533     | 153                | 359              | 21                   |
| Жінки    | 548     | 145                | 347              | 56                   |
| Разом    | 1081    | 298                | 706              | 77                   |